# Velise (rzeka)
Velise – rzeka w prowincjach Parnawa i Raplamaa w Estonii o długości 83 kilometrów. Powierzchnia jej dorzecza wynosi 867,8 km². Rzeka uchodzi do Vigala.